# Riuttasaaret (ö i Jämsä, Kuorevesi)
Riuttasaaret är en ö i Finland. Den ligger i sjön Kuorevesi och i kommunen Jämsä i den ekonomiska regionen  Jämsä  och landskapet Mellersta Finland, i den södra delen av landet, 200 km norr om huvudstaden Helsingfors. Öns area är 0,4 hektar och dess största längd är 130 meter i sydöst-nordvästlig riktning.  Riuttasaaret ligger i sjön Kuorevesi.